# Cephalotes pavonii
Cephalotes pavonii é uma espécie de inseto do gênero Cephalotes, pertencente à família Formicidae.